# Liste der Bodendenkmale in Rückersdorf (Niederlausitz)
In der Liste der Bodendenkmale in Rückersdorf (Niederlausitz) sind alle Bodendenkmale der brandenburgischen Gemeinde Rückersdorf und ihrer Ortsteile aufgelistet. Grundlage ist die Veröffentlichung der Landesdenkmalliste mit dem Stand vom 31. Dezember 2021. Die Baudenkmale sind in der Liste der Baudenkmale in Rückersdorf (Niederlausitz) aufgeführt.
|    | Gemarkung           | Flur | Kurzansprache | Bodendenkmalnummer | Bemerkung | Bild |
| -- | ------------------- | ---- | --- | ------------------ | --------- | ---- |
| 1  | Friedersdorf (Lage) | 3    | Rast- und Werkplatz Steinzeit | 20158              |           |      |
| 2  | Friedersdorf (Lage) | 1    | Siedlung römische Kaiserzeit | 20159              |           |      |
| 3  | Friedersdorf (Lage) | 3    | Siedlung Bronzezeit | 20160              |           |      |
| 4  | Friedersdorf (Lage) | 2    | Dorfkern deutsches Mittelalter, Dorfkern Neuzeit, Kirche deutsches Mittelalter, Kirche Neuzeit, Friedhof deutsches Mittelalter, Friedhof Neuzeit | 20161              |           |      |
| 5  | Friedersdorf (Lage) | 3    | Mühle Neuzeit | 20617              |           |      |
| 6  | Oppelhain (Lage)    | 1    | Rast- und Werkplatz Mesolithikum, Siedlung Bronzezeit                                                                                            | 20171              |           |      |
| 7  | Oppelhain (Lage)    | 1    | Rast- und Werkplatz Mesolithikum | 20172              |           |      |
| 8  | Oppelhain (Lage)    | 1    | Rast- und Werkplatz Mesolithikum | 20173              |           |      |
| 9  | Oppelhain (Lage)    | 1    | Rast- und Werkplatz Mesolithikum, Siedlung Bronzezeit                                                                                            | 20174              |           |      |
| 10 | Oppelhain (Lage)    | 3    | Siedlung Neolithikum, Pechhütte Neuzeit, Pechhütte deutsches Mittelalter                                                                         | 20175              |           |      |
| 11 | Oppelhain (Lage)    | 3    | Landwehr deutsches Mittelalter, Landwehr Neuzeit                                                                                                 | 20176              |           |      |
| 12 | Oppelhain (Lage)    | 1, 2 | Dorfkern deutsches Mittelalter, Dorfkern Neuzeit, Kirche deutsches Mittelalter, Kirche Neuzeit, Friedhof deutsches Mittelalter, Friedhof Neuzeit | 20177              |           |      |
| 13 | Oppelhain (Lage)    | 4    | Rast- und Werkplatz Mesolithikum, Siedlung Bronzezeit, Siedlung Eisenzeit                                                                        | 20178              |           |      |
| 14 | Oppelhain (Lage)    | 1    | Siedlung Neolithikum, Siedlung Bronzezeit | 20179              |           |      |
| 15 | Oppelhain (Lage)    | 2    | Rast- und Werkplatz Mesolithikum, Siedlung Bronzezeit                                                                                            | 20182              |           |      |
| 16 | Oppelhain (Lage)    | 2    | Rast- und Werkplatz Steinzeit | 20183              |           |      |
| 17 | Oppelhain (Lage)    | 2    | Rast- und Werkplatz Steinzeit | 20184              |           |      |
| 18 | Oppelhain (Lage)    | 2    | Rast- und Werkplatz Steinzeit | 20185              |           |      |
| 19 | Oppelhain (Lage)    | 4    | Rast- und Werkplatz Steinzeit | 20186              |           |      |
| 20 | Oppelhain (Lage)    | 4    | Rast- und Werkplatz Steinzeit, Siedlung Bronzezeit, Siedlung Eisenzeit                                                                           | 20187              |           |      |
| 21 | Oppelhain (Lage)    | 3    | Rast- und Werkplatz Steinzeit, Siedlung römische Kaiserzeit, Siedlung Eisenzeit                                                                  | 20188              |           |      |
| 22 | Oppelhain (Lage)    | 4    | Rast- und Werkplatz Mesolithikum | 20189              |           |      |
| 23 | Rückersdorf (Lage)  | 3    | Rast- und Werkplatz Steinzeit, Siedlung Bronzezeit                                                                                               | 20154              |           |      |
| 24 | Rückersdorf (Lage)  | 3    | Rast- und Werkplatz Steinzeit | 20156              |           |      |
| 25 | Rückersdorf (Lage)  | 1    | Friedhof deutsches Mittelalter, Dorfkern Neuzeit, Kirche Neuzeit, Kirche deutsches Mittelalter, Friedhof Neuzeit, Dorfkern deutsches Mittelalter | 20156              |           |      |
| 26 | Rückersdorf (Lage)  | 3    | Kohlenmeiler Neuzeit, Kohlenmeiler deutsches Mittelalter                                                                                         | 20157              |           |      |